# Чемпионат России по кёрлингу на колясках среди смешанных пар
Чемпионат России по кёрлингу на колясках среди смешанных пар — ежегодное соревнование российских команд по кёрлингу на колясках среди смешанных пар (состоящих из одного мужчины и одной женщины; дабл-микст, микст даблс; англ. wheelchair mixed doubles curling). Проводится с 2024 года. Организатором является Федерация кёрлинга России.

## Годы, города проведения и призёры
| Год  | Город | Золото                                                  | Серебро                                                    | Бронза                                                  |
| 2024 | Сочи  | «Красноярский край» (Олеся Черных / Максим Краснов)     | «Краснодарский край 1» (Татьяна Старкова / Андрей Смирнов) | «Санкт-Петербург 1» (Анна Карпушина / Алексей Любимцев) |
| 2025 | Сочи  | «Санкт-Петербург 1» (Анна Карпушина / Алексей Любимцев) | «Краснодарский край» (Мария Генделева / Алексей Голивко)   | «Москва» (Александра Чечёткина / Андрей Мещеряков)      |

## Медальный зачёт по кёрлингистам
(вне зависимости от пола игрока; по состоянию на после чемпионата 2025 года)
| Кёрлингист           | 1 | 2 | 3 |
| -------------------- | - | - | - |
| Анна Карпушина       | 1 |   | 1 |
| Алексей Любимцев     | 1 |   | 1 |
| Максим Краснов       | 1 |   |   |
| Олеся Черных         | 1 |   |   |
| Мария Генделева      |   | 1 |   |
| Алексей Голивко      |   | 1 |   |
| Андрей Смирнов       |   | 1 |   |
| Татьяна Старкова     |   | 1 |   |
| Андрей Мещеряков     |   |   | 1 |
| Александра Чечёткина |   |   | 1 |